# Paul Baudouin
Ne doit pas être confondu avec Paul Baudoüin.
Pour les articles homonymes, voir Baudouin.
Paul Louis Arthur Baudouin, né le 19 décembre 1894 à Paris 8e et mort le 11 février 1964 à Paris 7e, est un banquier et homme politique français de droite.

## Biographie

### Jeunesse
Il naît le 19 décembre 1894 au 19, rue de Moscou, dans le 8e arrondissement de Paris, de père et de mère non dénommés. Il n'est reconnu par sa mère, Colette Louise Baudouin, que le 26 mai 1898.
Tout jeune, il vit dans l'intimité de l'homme politique Maurice Rouvier, président du Conseil en 1887 et de 1905 à 1906, dont il est peut-être le fils. Avec sa mère, il parcourt l'Europe et est même reçu par l'impératrice Eugénie.
Il est reçu en 1914 à l’École polytechnique, sert dans l'armée pendant la Première Guerre mondiale et devient ensuite inspecteur des Finances.

### Mariage
Le 10 juin 1927 à Paris 14e, il épouse Gabrielle Angoulvant.

### Carrière professionnelle
Directeur adjoint, puis directeur général de la Banque d'Indochine en 1930, il est également président de l'Union financière d'Extrême-Orient. En 1935, 1938 et 1939, il effectue des missions en Italie où il devient un familier du comte Ciano, qui participe à la dictature fasciste. Paul Baudouin « ne cache pas son admiration pour Mussolini ».

### Carrière politique
Homme de confiance de Paul Reynaud, il est nommé par celui-ci dans son gouvernement le 30 mars 1940, sous-secrétaire d’État à la présidence du Conseil et secrétaire du cabinet de guerre et du comité de guerre. Le 20 mai on lui offre la nomination à ambassadeur auprès du gouvernement italien, poste alors occupé par André François-Poncet, mais il décline cette proposition. Il est nommé sous-secrétaire d'État aux Affaires étrangères le 6 juin suivant. Il se sépare progressivement de son mentor en prenant position pour l'armistice. Il joue un rôle important dans le succès du camp de l’armistice, notamment aux côtés d'Yves Bouthillier, alors ministre des Finances. Il a su placer des hommes de confiance dans l’entourage de Paul Reynaud tout en écartant les tenants d’une politique favorable à une résistance tenace.
Il est ministre des Affaires étrangères du 17 juin au 26 octobre 1940 dans le gouvernement du maréchal Pétain, puis dans celui de Pierre Laval. Il signe la loi en date du 3 octobre 1940 portant « statut des Juifs », publiée au Journal officiel du 18 du même mois, aux côtés de Pétain, Pierre Laval, Raphaël Alibert, Marcel Peyrouton, Charles Huntziger, Yves Bouthillier et François Darlan.
Il est secrétaire d'État à la présidence du Conseil d'octobre à décembre 1940, puis après le départ de Laval, ministre de l'Information de décembre 1940 jusqu'au 2 janvier 1941.
Conformément à ses idées d'avant-guerre,  il joue un grand rôle dans la politique de Vichy pour la jeunesse et sa formation, notamment par les Chantiers de la jeunesse française ou de l'École des cadres d'Uriage. C'est également le cas d'autres Français, y compris des polytechniciens comme Jean Borotra et le général de la Porte du Theil,

### Fin de vie
Il retourne ensuite à la Banque de l'Indochine qu'il préside de 1941 à 1944, avant d'être révoqué à la Libération. Il entre alors dans la clandestinité mais est arrêté le 2 avril 1946 alors qu'il cherche à passer en Espagne.
Le 3 mars 1947, il est condamné à la dégradation nationale à vie, à la confiscation de ses biens et à cinq ans de travaux forcés,. En 1949, sa peine est commuée en cinq ans de prison. Il meurt en 1964.

## Dans la fiction
L'acteur Nicolas Vaude l'incarne dans le téléfilm Le Grand Charles écrit et réalisé par Bernard Stora et diffusé en 2005.

## Décorations
- Commandeur de la Légion d'honneur (1938) [radié]
- Ordre de la Francisque[10]

## Publications
- Paul Baudoüin : éthique, Paris, R. Helleu Libraire-Éditeur, 1939 (OCLC 83688999).
- Neuf mois au gouvernement, avril à décembre 1940, Éditions La Table Ronde, 1948 (traduit en anglais par l'historien britannique  Charles Petrie).
- Il a également publié L'aventure humaine aux Éditions du Vieux Colombier. (Prix Marcelin Guérin de l'Académie française en 1956)